# Кринчик, Георгий Сергеевич
Георгий Сергеевич Кринчик (6 августа 1927, деревня Брожа, Могилёвская область, БССР ― 5 декабря 1998, Москва) ― советский и российский физик, учёный-магнитолог, кандидат физико-математических наук (1953), доктор физико-математических наук (1963), профессор (1967). Участник Великой Отечественной войны. Награждён медалью «За победу над Германией».

## Биография
Георгий Сергеевич Кринчик родился 6 августа 1927 года в деревне Брожа Могилевской области, отец был бухгалтером, мама ― учитель. В годы Великой Отечественной войны Георгий Кринчик был партизаном в Белоруссии, участвовал в рельсовой войне. Георгий Сергеевич в 1945 году поступил на физический факультет МГУ, который  окончил по кафедре магнетизма в 1950 году. Георгий Кринчик был призван в Красную Армию в 1950 году, в течение трёх лет был военпредом. В 1953 году защитил кандидатскую диссертацию на тему «Некоторые вопросы теории динамических свойств ферромагнетиков». В 1963 году защитил докторскую диссертацию на тему «Магнитооптика ферромагнетиков».
В 1967―1998 годах Георгий Сергеевич Кринчик ― профессор кафедры магнетизма физического факультета Московского государственного университета им. М. В. Ломоносова, где и проработал всю свою жизнь.
Область научных интересов Г. С. Кринчика: физика магнитных явлений; оптика и магнитооптика ферромагнитных материалов. Георгий Сергеевич Кринчик предложил магнитооптический метод измерения магнитных характеристик тонкого поверхностного слоя (около 10 нм) ферромагнетиков и магнитооптический метод измерения ширины доменных границ в магнитных кристаллах. Профессор Кринчик Г. С. доказал возможность использования управляемой оптики редкоземельных ионов для модуляции интенсивности поляризованного света и создания управляемого лазера. Георгий Сергеевич имеет открытие о возможности намагничивания кристалла магнитным полем световой волны (№ 175, 1973).
Кринчик Георгий Сергеевич читал студентам и аспирантам лекции по магнетизму и магнитооптике (курсы «Физика магнитных явлений», «Магнитооптика и ЦМД»). Книга Г. С. Кринчика «Физика магнитных явлений» (1976), дважды изданная, была известна не только в СССР, но и за рубежом. Профессор Г. С. Кринчик основал школу современной магнитооптики ферромагнетиков. Является автором 55 статей, он имеет 30 авторских свидетельств. Георгий Сергеевич подготовил 27 кандидатов физико-математических наук.
Умер Георгий Сергеевич Кринчик 5 декабря 1998 года в Москве.

## Семья
Жена — Елена Петровна Кринчик (род. 1931), кандидат психологических наук. 

Дочь — Юлия Георгиевна Кринчик (род. 1967), психолог, гештальт-терапевт, детский психолог.

## Основные труды
- Кринчик Г.С. Физика магнитных явлений. — М.: "Изд-во Моск. ун-та", 1976. — 367 с. — ISBN 978-5-458-35002-0.

- Соавтор открытия (совместно М. В. Чёткиным) «Явление аномальной магнитной восприимчивости ферромагнетиков в оптическом диапазоне частот» (1976), зарегистрированном в Государственном реестре открытий СССР под  №175[2]